# Pont-du-Château
Pont-du-Château é uma comuna francesa na região administrativa de Auvérnia-Ródano-Alpes, no departamento Puy-de-Dôme. Estende-se por uma área de 21,62 km². Em 2010 a comuna tinha 12 102 habitantes (densidade: 559,8 hab./km²).